# Stepove, Feodosia
Stepove (în ucraineană Степове) este un sat în comuna Berehove din orașul regional Feodosia, Republica Autonomă Crimeea, Ucraina.

## Demografie
Componența lingvistică a localității Stepove
     Rusă (80%)
     Tătară crimeeană (13,33%)
     Ucraineană (6,67%)
Conform recensământului din 2001, majoritatea populației localității Stepove era vorbitoare de rusă (80%), existând în minoritate și vorbitori de tătară crimeeană (13,33%) și ucraineană (6,67%).